# Seigneurie de Champlain
Pour les articles homonymes, voir Champlain et Samuel de Champlain (homonymie).
La seigneurie de Champlain a été concédée le 8 août 1664 à Étienne Pézard de la Touche sur la rive nord du fleuve Saint-Laurent, entre Trois-Rivières et Québec, sous le régime seigneurial de la Nouvelle-France. Aujourd'hui, ce territoire de l'ex-seigneurie de Champlain est situé dans la région administrative de la Mauricie, au Québec. Elle couvre une partie de l'actuelle municipalité de Champlain, ainsi que les municipalités de Saint-Luc-de-Vincennes et une partie de Saint-Narcisse.
La seigneurie de Champlain était située entre les seigneuries de Batiscan et de Cap-de-la-Madeleine. La limite entre les seigneuries de Champlain et de Batiscan est devenue le chemin de la « grande ligne » (dans le sens nord-sud) qui sépare en deux la municipalité de Saint-Narcisse.

## Toponymie
L’acte de concession ne donne pas de nom à la seigneurie. Il mentionne seulement que la quantité de terre concédée s’étend « depuis la rivière Champlain en montant sur ledit fleuve vers lesdites Trois-Rivières ». Dès 1668, les actes relatifs aux habitants de Champlain mentionnent qu’ils habitent à « La Touche-Champlain » ou simplement à « Champlain » dès 1669.

### Histoire de la seigneurie
Sur le territoire de la future seigneurie de Champlain, une première tentative d'établissement remonte au 16 août 1643 sur une terre concédée à Jacques Aubuchon de Trois-Rivières. Le projet a échoué à cause de l’éloignement et la menace iroquoise. Aubuchon revendit son lot en 1645.
Le fief Marsolet et le fief Hertel, concédés le 5 avril 1644 à l'ouest de la seigneurie de Champlain, relèveront aussi de celle-ci. Malgré aussi une tentative d'établissement en 1645 par Jacques Hertel, il faudra aussi attendre le début de l'établissement permanent sur la seigneurie de Champlain en 1664 ou 1665 pour que commence l'établissement permanent sur ces deux fiefs à partir de 1666.
Concession de la Seigneurie de Champlain
Selon un acte notarié du 8 août 1664, la seigneurie de Champlain a été concédée à Étienne Pézard de La Tousche, par le gouverneur Augustin de Saffray de Mézy et monseigneur François de Montmorency-Laval. Son étendue couvre 1 lieue ½ de front sur une lieue de profondeur, de part et d'autre de la rivière Champlain. L’acte de concession ne fait pas mention d'un nom attribué à la seigneurie. L'acte de ratification sera émis par Sa Majesté le 24 mai 1689. En 1665, les premières concessions de terres ont été contractées dans la seigneurie de Champlain.
Les actes relatifs aux résidents de la seigneurie indiquent qu’ils habitent à « La Touche-Champlain » dès 1668 ou simplement à « Champlain » dès 1669. En 1684, monseigneur François de Montmorency-Laval octroie les titres officiels à la paroisse catholique de Champlain, vingt ans après la création de la Seigneurie de Champlain, en signalant que le lieu est communément appelé « Champlain ». Le premier seigneur se faisait appeler La Touche-Champlain en 1680, ou Pézard-Champlain déjà en 1693 ou Pézard-Latouche-Champlain en 1702.
Un fort et une chapelle ont été construits en 1664-65.
Les premiers actes ont été inscrits en 1665 aux registres paroissiaux. Une première église a été érigée entre 1666 et 1671, afin de remplacer la chapelle du fort La Touche. En 1671, un moulin à farine a été mis en exploitation. En 1679, la localité de Champlain comptait une 250 habitants répartis en une quarantaine de familles; certaines y étaient établies depuis la fondation de la Seigneurie. Le Seigneur avait réussi à concéder tous les lots de terres dans le premier rang le long du fleuve. Les valeureux censitaires exploitaient déjà environ 900 arpents, soit en moyenne environ 25 % de la surface concédée (généralement les terres concédées mesuraient 2 arpents de large par 40 de longueur).
Une première augmentation du territoire de la seigneurie semble avoir été concédée avant 1721 par les Jésuites, à monsieur La Tousche, selon Jean Bouffard. Une autre augmentation, comportant une étendue de trois lieues de profondeur, est concédée le 28 avril 1697 à madame La Tousche, par le gouverneur Louis de Buade de Frontenac et l'intendant Jean Bochart de Champigny; l'acte de ratification sera émis par Sa Majesté le 28 mai 1700.
Biographie d'Étienne Pézard de la Tousche (décédé vers 1696)
militaire, gouverneur nominal de Montréal, seigneur de Champlain, colonisateur.
Né à Blois (Orléans, France) (fils de Claude Pézard et de Marie Masson), le militaire Étienne Pézard de La Tousche aurait quitté la France vers 1661 pour venir travailler au Canada. Il est aussitôt désigné lieutenant au poste de Trois-Rivières, puis capitaine de la garnison. Au cours de cette affectation, Étienne Pézard aurait assisté Pierre Boucher à la rédaction de son document Histoire véritable et, naturelle… en 1664
En juin 1664, Étienne quitte Trois-Rivières, afin d'assumer la fonction de commandement de la garnison de Montréal. Il se marie le 20 juin 1664 en l'église Notre-Dame (Montréal) à Madeleine Mullois de La Borde et cinq enfants sont nés de cette union. Bien qu'il ait été nommé le jour même de son mariage comme gouverneur de Montréal par Augustin de Saffray de Mézy, cette nomination ne fut point effective. Les seigneurs de Montréal s'y opposèrent, alléguant leur hégémonie quant à la nomination du gouverneur.
À la suite de ce revers, Augustin de Saffray de Mézy lui concéda, le 8 août 1664, une seigneurie sur la rive nord du fleuve Saint-Laurent, à l'ouest de la rivière Champlain. Étienne Pézard de La Tousche s'activa aussitôt à l'exploitation de la Seigneurie, contrairement à la majorité des seigneurs de son époque. Il enclencha aussitôt la construction d'un manoir près de l'embouchure de la rivière Champlain, sur la pointe d'un rocher et d'une église en 1665. Cette nouvelle concession seigneuriale à Étienne Pézard de La Tousche exacerba les Jésuites qui croyaient leurs droits seigneuriaux pleinement acquis sur la rive-nord du fleuve Saint-Laurent, entre la rivière Saint-Maurice et la rivière Batiscan. Entretemps, les Jésuites poursuivaient activement la colonisation de Cap-de-la-Madeleine.
Grâce à ses contacts avec les autorités de Trois-Rivières, ainsi que ses démarches notamment auprès des capitaines de bateaux, des familles établies, des militaires et des immigrants, le Seigneur Étienne Pézard de La Tousche attira de nombreux pionniers.  Il accorda 22 concessions de terre en 1665. Pour souligner son mérite de colonisateur en Nouvelle-France, l’intendant lui accorda en don une «cavale» des écuries royales. 
La date de son décès reste inconnue, n'étant pas consignée aux registres religieux ou civils de la Nouvelle-France. Les historiens concluent qu'il décéda en 1696, s'appuyant sur des documents de 1695 qui soulignent son nom. En sus, selon l'historien Jean Hamelin, un écrit de novembre 1696 fait mention de la veuve Marie-Madeleine Mullois, qui lui survécut jusqu’en 1704.

### Éphémérides
• 5 avril 1644 : Concession du fief Marsolet et du fief de l’Arbre-à-la-Croix, situés dans le territoire actuel de la municipalité de Champlain.
• 8 août 1664 : Concession de la seigneurie de Champlain. Cette date s'avère la fondation de la localité de Champlain, soit la huitième plus ancienne localité de la Nouvelle-France.
• 1664 : Construction du fort La Touche-Champlain, à Champlain, à l'embouchure de la rivière Champlain.
• 1664-1665: Les premiers colons s'établissent du côté de la seigneurie de Champlain. L'on compte 34 lots concédés en 1664-65 par le seigneur Étienne Pézard de La Tousche
• En 1666: Les concessions sur le fief Hertel commencent à être octroyées.
• 1667: Les concessions sur le fief Marsolet commencent à être octroyées aux censitaires. Quelques-unes des premières familles proviennent de Trois-Rivières, notamment celles d’Antoine Desrosiers, François Chorel et Pierre Dandonneau.
• 1789: Acquisition de la seigneurie de Champlain par Joseph Drapeau (13 avril 1752 - 3 novembre 1810) est un seigneur, un marchand et un homme politique du Bas-Canada. De 1809 et 1810, il a élu député de la circonscription de Northumberland à la Chambre d'Assemblée du Bas-Canada.
• 1797: Vente de la seigneurie de Champlain par Joseph Drapeau afin d'acheter la moitié de celle de l'île d'Orléans.
• Années 1830-1850 : Apparition du village actuel au centre de la localité. En 1860, il y a 20 emplacements dans le village. En 1933, il y en avait 150.
• 1854: Abolition du régime seigneurial.
• 1855 : Constitution de la municipalité de paroisse de La Visitation-de-Champlain lors du premier découpage municipal du Québec.

## Annexex